# Blepharita vultarina
Blepharita vultarina là một loài bướm đêm trong họ Noctuidae.